# Martina Konopová
Martina Konopová (* 8. dubna 1986 Šumperk), provdaná Vavroušková Konopová, je bývalá česká akrobatická lyžařka, specializující se na akrobatické skoky. K jejím největším úspěchům patří 10. místo v závodě Světového poháru v roce 2009 a celkové 4. místo v Evropském poháru v roce 2008. Startovala na Zimních olympijských hrách 2010 ve Vancouveru, kde se umístila na 21. místě. Po sezóně 2009/2010 ukončila sportovní kariéru.